# M-7 (Montenegro)
De M-7 of Magistralni Put 7 is een hoofdweg in Montenegro. De weg loopt van Nikšić naar	de grens met Bosnië en Herzegovina. In Bosnië en Herzegovina loopt de weg als M-118 verder naar Trebinje. De M-7 is ongeveer 36 kilometer lang.

## Geschiedenis
In de tijd dat Montenegro bij Joegoslavië hoorde, was de huidige M-7 onderdeel van de Joegoslavische hoofdweg M6. Deze weg liep van Ljubljana via Dalmatië naar Nikšić. Na het uiteenvallen van Joegoslavië en de onafhankelijkheid van Montenegro behield de weg haar nummer in Montenegro. In 2016 werden de wegen in Montenegro opnieuw ingedeeld, waarbij de M-6 werd omgenummerd in M-7.